# Re/Member
Re/member (カラダ探し, Karada Sagashi) est un roman de téléphone cellulaire de Welzard. La version française est proposée par Lumen à partir de septembre 2016. Une adaptation en manga dessinée par Katsutoshi Murase est prépubliée entre 2014 et 2017 sur le site Shônen Jump+ de l'éditeur Shûeisha et comporte un total de 17 tomes. La version française est publiée par Ki-oon depuis février 2016.

## Synopsis
Au Japon, au lycée professionnel d'Oma, six élèves sont frappés par le maléfice de la Rouge-Sang. Coincés dans une boucle temporelle, ils sont condamnés à revivre chaque jour la même enquête. Ils doivent retrouver les huit parties du corps de leur amie Haruka, éparpillées dans tout le lycée, faute de quoi ils seront téléportés chaque soir à minuit au lycée et massacrés par la Rouge-Sang, avant de se réveiller au petit matin et de revivre la même journée.

## Personnages principaux
- Asuka Morisaki : Asuka est la protagoniste principale de l'histoire, qui est vécue un temps à travers ses yeux, jusqu'au huitième volume. D'un caractère discret, elle n'intervient pas très souvent. Elle est le pilier invisible du groupe, et met tout en œuvre pour que ce dernier reste soudé, quitte à ne pas dévoiler certains faits. Asuka est souvent la dernière survivante grâce à Takahiro, qui lui dit quoi faire quand elle n’arrive pas à se décider ; elle le considère d'ailleurs comme celui qui la raccroche à la vie et finit par en tomber amoureuse. Les deux autres personnages dont elle est le plus proche sont Rié et Rumiko. Elle sait prendre des initiatives utiles à partir du moment ou elle est entourée, mais panique rapidement lorsqu'elle est livrée à elle-même. Il n'y a aucune description concernant son apparence.
- Haruka : Tout le groupe connaît plutôt bien Haruka, qu'ils considèrent comme une amie. Elle est cependant la cause principale du cauchemar qu'ils revivent chaque jour. Selon Rié, le 8 novembre, Haruka serait partie seule après les cours rendre un devoir à un professeur. Elle aurait ensuite croisé la Rouge-Sang et,  s'étant retournée, aurait donc été massacrée par celle-ci avant que les morceaux de son corps ne soient éparpillés à travers le lycée. Chaque jour, au cours d'une mise en scène toujours plus terrifiante que la précédente, Haruka vient demander à chacun des 6 élèves de retrouver son corps. Elle a les cheveux noirs et lisses, et le front dégagé.
- Takahiro ise : Takahiro est l'ami d'enfance d'Asuka, ils se connaissent depuis toujours. Il est amoureux de Asuka depuis la primaire. Réputé bête à cause à ses mauvaises notes en cours et son caractère impulsif, personne n'attendra rien de lui. Il est honnête et donne son avis quoique son entourage pense. Il sait discuter, mais n'hésite pas à recourir à la violence pour résoudre ses problèmes. Durant la chasse au corps, il se révélera très utile, non seulement en créant une stratégie contre la Rouge-Sang, mais également en prenant les bonnes initiatives, ce qui en sauvera plus d'un. Il sera surtout utilisé pour sa capacité à jouer l'appât sur une longue période, et pour sa force physique. Il protégera avant-tout Asuka. Aucune description.
- Kenji Sugimoto : Kenji a la particularité de ne jamais vraiment s'exprimer. Il ne dit rien, et ne ressent rien, à première vue. Durant la chasse au corps,  Kenji succombera à la folie au bout de quelques jours malgré ses tentatives pour résister et tuera ses amis durant la chasse au corps sans pour autant avoir le contrôle de ses actes, il sera impuissant face à ses crimes. Hanté par une entité inconnue, il imitera l'air chanté par la Rouge-Sang, ce qui sèmera la confusion chez les 5 autres, qui ne sauront plus qui ils ont face à eux. La journée, Kenji redevient lui-même et s'enferme seul chez lui, ne comprenant pas ce qu'il lui arrive et n'osant plus regarder les autres en face après ce qu'il a fait. Il est amoureux de Rié, qu'il agressera en premier sans pouvoir contrôler ses actes, ruinant du même coup ses chances avec elle. Aucune description.
- Shôta : Shota est un élève brillant, et en est conscient. C'est pour cette raison que dès le début de la chasse au corps, il sacrifiera deux de ses "amis" à sa place, sous prétexte qu'ils "ressusciteront" le lendemain, et tentera également d'ordonner aux autres de jouer les appâts, tandis qu'il rechercherait et trouverait les morceaux de corps de Haruka grâce à son puissant intellect. Il se rendra cependant vite compte que son intelligence ne peut rien contre la Rouge-Sang, et il apprendra à travailler en équipe. Il porte des lunettes noires et rectangulaires.
- Rié : Rié est une amie d'enfance d'Asuka. Elles traverseront ce cauchemar ensemble et resserreront leurs liens. Elle a très peur des histoires d'horreurs ou de fantômes, qui la font facilement pleurer. Cette chasse est un véritable enfer pour elle. Au fur et à mesure que l'histoire avancera, Rié se révélera utile et n'hésitera plus à se sacrifier pour aider ses amis. Généralement, elle reste avec eux durant la chasse au corps, mais prouvera plusieurs fois qu'elle est capable de survivre toute seule, ce qui l’impressionnera elle-même, en se rendant compte que sa discrétion était parfois plus utile qu'il n'y paraissait. Elle se rapproche fortement de Rumiko dont le caractère bien trempé la rassurera. Aucune description.
- Rumiko : Rumiko a un fort tempérament et parle souvent de façon agressive, voire méchante. Elle se montre assez hautaine et dédaigneuse avec les autres au début. Malgré ses piques et taquineries plutôt lourdes pour certains de ses amis, elle sera appréciée. Elle propose des idées et critique celles des autres pour en déterminer les failles. Rumiko est très colérique et panique très vite, elle mettra plusieurs plans à l'eau et entraînera la mort de ses amis avec la sienne, elle sera d'ailleurs la première à mourir le premier soir. Prise de panique lorsque le groupe rencontre la Rouge-Sang, elle oublie la règle interdisant de se retourner après avoir vu la fillette. Elle est rancunière, et le fait bien savoir. Rumiko sera tout de même utile durant la chasse au corps, et considérera Rié et Asuka comme de véritables amies. Aucune description.
- Miko Onoyama : La Rouge-Sang. Elle arpente le lycée lors des chasses au corps, à la recherche des participants. Qu'elle tue à la première occasion. Quand elle erre dans un couloir sans proie, elle chante une sinistre comptine. Lorsqu'elle poursuit quelqu'un, elle rit. Ceux qui se retournent après l'avoir vue provoquent sa téléportation devant eux, peu importe la distance qui les sépare, et sont tués à mains nues. Elle s'accroche au dos de ceux qu'elle parvient à attraper, chante sa comptine et resserre son étreinte lorsqu'elle a fini, jusqu'à ce que le corps de la victime soit sectionné en deux. Elle est petite et les garçons parviennent parfois à se défaire de son étreinte lorsqu'elle les attrape, mais ils ne peuvent rivaliser avec elle en force, vitesse et endurance. Ses cheveux sont longs, raides et noirs, avec une frange. Elle est vêtue d'une robe simple blanche et est couverte du sang de ses victimes, ainsi que sa peluche. Quand on lui prend sa peluche, elle devient une furie, le monstre de tenebres prend le dessus et elle massacre le premier élève qu'elle voit sans chanter sa comptine et sans raison.
- Miki Onoyama : Sœur jumelle de Miko. Elle est morte mystérieusement peu de temps après le décès de sa sœur lorsqu'elles avaient 11 ans. Elle apparaît parfois aux joueurs, toujours suivie peu de temps après par sa sœur. Elle semble avoir un rôle important dans cette histoire de chasse au corps. Elle est identique à sa sœur jumelle, exception faite de sa robe rouge et de son front dégagé. Elle n'intervient pas physiquement dans la chasse au corps, mais indique à sa sœur où se trouvent les joueurs lorsqu'ils croisent son regard. Ironie du sort, on soupçonne que les annonces au micro pour indiquer aux participants où se trouve la Rouge-Sang sont faites par elle.

## Quelques informations sur la chasse au corps
- La Rouge-Sang hante les bâtiments du lycée après les cours.
- La Rouge-Sang peut surgir devant n'importe quel élève isolé.
- Celui ou celle qui a vu la Rouge-Sang ne doit surtout pas regarder en arrière tant qu'il ou elle n'a pas franchi les portes du lycée. Quiconque regarde en arrière est démembré, et les huit parties de son corps sont cachées un peu partout dans le lycée.
- La victime de la Rouge-Sang réapparaît le jour suivant et demande à d'autres élèves de chercher son corps.
- On ne peut pas refuser une partie de chasse au corps.
- La Rouge-Sang peut se montrer à tout moment pendant une partie de chasse au corps.
- La partie se poursuit tant que le corps entier n'a pas été retrouvé.
- On ne meurt jamais réellement pendant une partie de chasse au corps.

## Roman
Le premier roman Karada Sagashi est paru en 2013. Le roman Re/Member - correspondant à sa traduction - en version française est sorti le 15 septembre 2016 aux éditions Lumen.

## Manga

### Fiche technique
- Édition japonaise : Shūeisha
  - Auteurs : Welzard et Katsutoshi Murase
  - Nombre de volumes sortis : 17 (terminé)
  - Date de première publication : 2015
  - Pré-publication : Shônen Jump+
- Édition francophone : Ki-oon
  - Traduction en français : Jean-Benoît Silvestre
  - Nombre de volumes sortis : 17 (terminé)
  - Date de première publication : février 2016
  - Format : 130 mm × 180 mm

### Liste des volumes
| no | Japonais         | Japonais          | Français          | Français          |
| no | Date de sortie   | ISBN              | Date de sortie    | ISBN              |
| -- | ---------------- | ----------------- | ----------------- | ----------------- |
| 1  | 4 février 2015   | 978-4-08-880291-6 | 11 février 2016   | 978-2-35592-940-3 |
| 2  | 3 avril 2015     | 978-4-08-880347-0 | 14 avril 2016     | 978-2-35592-946-5 |
| 3  | 3 juillet 2015   | 978-4-08-880424-8 | 23 juin 2016      | 978-2-35592-966-3 |
| 4  | 4 septembre 2015 | 978-4-08-880455-2 | 25 août 2016      | 978-2-35592-984-7 |
| 5  | 4 décembre 2015  | 978-4-08-880547-4 | 10 novembre 2016  | 979-10-327-0008-2 |
| 6  | 4 février 2016   | 978-4-08-880614-3 | 9 février 2017    | 979-10-327-0058-7 |
| 7  | 4 avril 2016     | 978-4-08-880662-4 | 13 avril 2017     | 979-10-327-0076-1 |
| 8  | 3 juin 2016      | 978-4-08-880702-7 | 22 juin 2017      | 979-10-327-0090-7 |
| 9  | 4 août 2016      | 978-4-08-880767-6 | 21 septembre 2017 | 979-10-327-0136-2 |
| 10 | 4 novembre 2016  | 978-4-08-880817-8 | 7 décembre 2017   | 979-10-327-0159-1 |
| 11 | 31 décembre 2016 | 978-4-08-880895-6 | 8 mars 2018       | 979-10-327-0235-2 |
| 12 | 3 mars 2017      | 978-4-08-881035-5 | 21 juin 2018      | 979-10-327-0268-0 |
| 13 | 2 mai 2017       | 978-4-08-881085-0 | 20 septembre 2018 | 979-10-327-0318-2 |
| 14 | 4 août 2017      | 978-4-08-881131-4 | 8 novembre 2018   | 979-10-327-0331-1 |
| 15 | 4 octobre 2017   | 978-4-08-881244-1 | 3 janvier 2019    | 979-10-327-0377-9 |
| 16 | 4 décembre 2017  | 978-4-08-881299-1 | 9 mai 2019        | 979-10-327-0413-4 |
| 17 | 2 février 2018   | 978-4-08-881351-6 | 21 novembre 2019  |                   |